# Люксембурзька література
Література Люксембургу — літературні твори, написані в Люксембурзі та/або люксембурзькими авторами. Люксембурзька література мало відома за межами держави, головним чином, через те, що багато її творів орієнтовані саме на жителів Люксембургу. Як частина національної культури література Люксембургу почала розвиватися тільки в XIX столітті, завдяки набуттю країною незалежності в результаті Паризького мирного договору в 1815 році, а потім Лондонського договору 1867 року.
Основні мови люксембурзької літератури — французька, німецька і люксембурзька.

## Марієнтальський кодекс

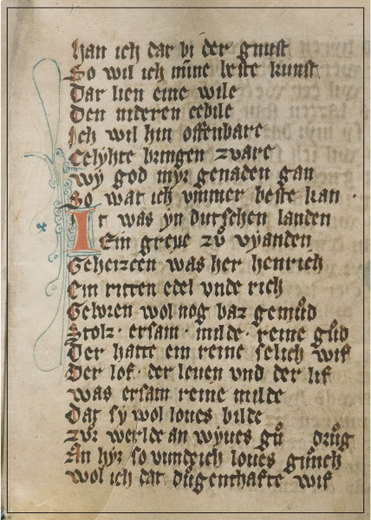
Марієнтальський кодекс

Один з небагатьох пам'яток середньовічної люксембурзької літератури — так званий Марієнтальський кодекс (лат. Codex Mariendalensis), який є біографією Йоланди з Віандена (1231—1283), прославленої люксембурзької монахині. Цей манускрипт був знайдений у листопаді 1999 року в Анзембурзі і вважається роботою отця Германна Велденцського, який написав книгу про життя Йоланди після її смерті в 1283 році.
Манускрипт складається з 5963 віршованих рядків і написаний одним з мозельско-франкських діалектів, дуже схожому на сучасний люксембурзький. Він присвячений історії графині Йоланди, яка залишила розкішний замок Віанден, щоб піти в монастир, і згодом стала настоятелькою.

## XIX століття
Незважаючи на те, що офіційними мовами Люксембургу довго були тільки французька й німецька, саме твори люксембурзькою мовою сприяли розвиткові літератури Люксембургу в XIX столітті.
У 1829 році було вперше опубліковано книгу люксембурзькою: «Один крок вгору на люксембурзькому Парнасі» (люксемб. E’ Schrek op de’ Lezeburger Parnassus) Антуана Меєра. До неї входили шість поем: дві сентиментальні — «Без Христини» (люксемб. Uen d’Christine) і «Ніч» (люксемб. D’Nuecht), соціально-побутова «Один момент на люксембурзькому постоялому дворі» (люксемб. Een Abléck an engem Wiertshaus zu Lëtzebuerg) і три байки — «Порцеляновий осколок і глиняний горщик» (люксемб. D’porzelains an d'ierde Schierbel), «Шпилька й голка» (люксемб. D’Spéngel an d’Nol) і «Муха й кінська колода» (люксемб. D’Flou an de Pierdskrécher). Меєр був одним з небагатьох байкарів, які воліли робити героями байок не тварин, а неживі предмети.
Меєр пізніше написав ще кілька книг люксембурзькою. Але його основною професією було викладання математики в Льєзькому університеті.

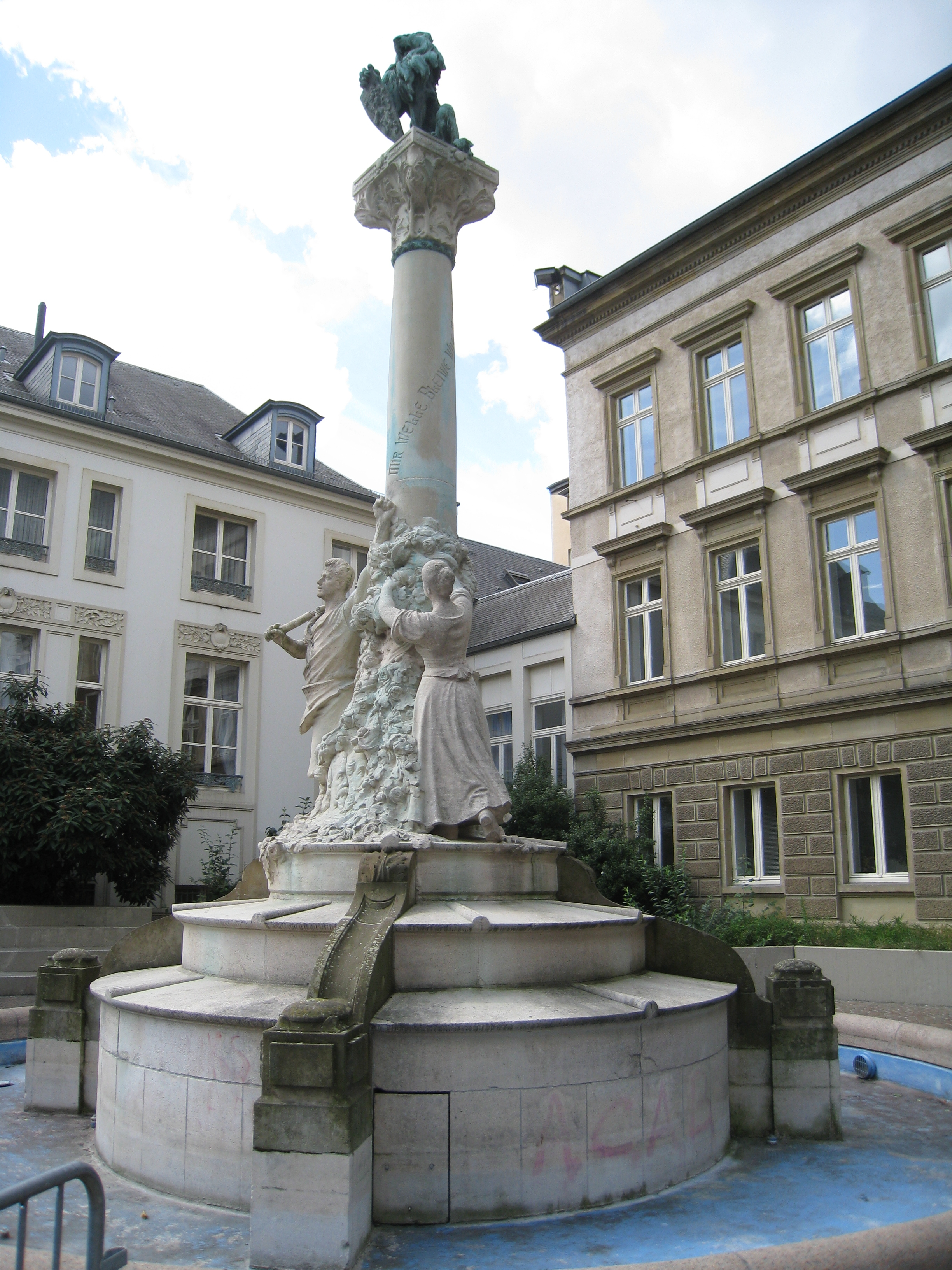
Пам'ятник Діксу і Ленцу на площі в Люксембурзі.

До наступного покоління письменників належать троє авторів, які вважаються в наші дні класиками люксембурзької літератури. Едмон де ла Фонтен (1823—1891), більш відомий під псевдонімом Дікс, прославився переважно як драматург. Його п'єси — комедії De Scholtschäin (1855) і D Mumm Sèiss (1855), оперети D Kirmesgäscht (1856) і De Ramplassang (1863) — були першими драматичними творами, написаними і виконаними люксембурзькою мовою. Він також писав прозу і вірші про Люксембург і люксембуржців. Його сучасник, поет Мішель Ленц (1820—1893), знаменитий тим, що написав «Наша Вітчизна» (люксемб. Ons Hémécht), гімн Люксембургу, який послугував стимулом для поширення люксембурзької мови. З авторів епосу того часу найвідоміший Мішель Роданж (1827—1876), який написав найзнаменитіший люксембурзький прозовий твір — Renert odder de Fuuss am Frack an a Maansgréisst, сатиричний роман, заснований на французьких і німецьких казках про Ренара-лиса.
Німецькою в той період в Люксембурзі писали мало, але Фелікс Ті (1830—1855) став автором першого люксембурзького роману французькою «Марк Брюно: портрет художника» (фр. Marc Bruno: profil d’artiste), виданого невдовзі після смерті Ті в 1855 році.

## Перша половина XX століття
Батті (Жан-Батіст) Вебер (1860—1940) був журналістом, драматургом, письменником і поетом. Його роботи значною мірою вплинули на розвиток культури Люксембургу.. Одним з його найвідоміших творів був «Відривний календар» (люксемб. Abreisskalender), серія статей про культурну спадщину країни.

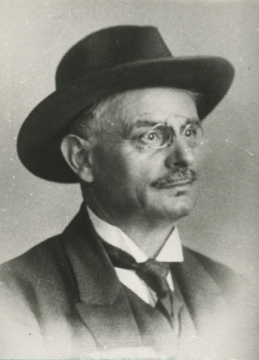
Ніколаус Велтер, люксембурзький письменник, який писав німецькою

Інший відомий люксембурзький письменник першої половини XX століття — Ніколаус, або Нік, Велтер (1871—1951). Він писав вірші і драму німецькою мовою. Також його вважають першим люксембурзьким ученим, який займався історією літератури.

## Друга половина XX—початок XXI століття
Аніза Кольц (нар. 1928) розпочала свою літературну кар'єру в 1950-х роках з написання казок німецькою та люксембурзькою. Але в 1970-х роках, після смерті чоловіка, який побував у полоні під час Другої світової війни, вона стала писати виключно французькою і перейшла з прози на лірику. Її книги широко видаються і перекладаються іноземними мови. У 1998 році Кольц отримала французьку Премію Гійома Аполлінера. Вона вважається найбільш значною фігурою в сучасній люксембурзькій літературі.
Жан Портант (нар. 1950) — франкомовний поет, відомий не лише в Люксембурзі, але й в інших франкомовних країнах. Хоч він найбільше відомий своїми ліричними творами, він також пише оповідання, п'єси і романи. Крім того, він переклав французькою деякі роботи Гонсало Рохаса і Хуана Хельмана.
Жан Крієр (1949—2013) — знаменитий поет, який пише німецькою. Нагороджений декількома люксембурзькими і німецькими преміями.
Жозі Браун (1939—2012) — прозаїк, драматург, поет, зокрема відомий своїм внеском у розвиток детективного жанру Люксембурзькою мовою.